# 奈迈什格尔热尼
奈迈什格尔热尼，是匈牙利维斯普雷姆州所辖的一个村，总面积19.25平方公里，总人口705，人口密度36.6人/平方公里（2010年1月1日）。